# Guestlist
Guestlist é um programa semanal sobre a vida noturna e estilos de vida.

## Conteúdo
O programa era transmitido pela TVI, semanalmente á quarta-feira, e apresentado inicialmente por Valter Carvalho, Liliana Aguiar e Diana Monteiro.
Mais tarde, entrou a actriz Olívia Ortiz na apresentação do magazine noturno.